# Thomas Linacre
Thomas Linacre (o Lynaker) (c. 1460 – 20 de octubre de 1524) fue un erudito humanista y médico, que da nombre al Linacre College de la Universidad de Oxford.
Linacre se dedicó más al estudio de la ciencia que a la investigación. Es difícil juzgar los conocimientos prácticos que tenía de su oficio, pero en su época fue un profesional muy apreciado.
Fue uno de los primeros ingleses en estudiar griego en Italia, y trajo a su país natal y a su universidad las teorías renacentistas. Tuvo como profesores a algunos de los mejores académicos de la época, y entre sus alumnos, a Erasmo de Róterdam, Tomás Moro, el príncipe Arturo Tudor y la reina María I de Inglaterra. Entre sus amigos íntimos se contaron Juan Colet, William Grocyn y William Lilye, y mantuvo correspondencia con un amplio círculo de literatos de todo Europa.

## Biografía
Linacre nació en el pueblo de Brampton, hoy un barrio de Chesterfield, en el condado de Derbyshire (Reino Unido), descendiente de una antigua familia registrada en el libro Domesday. Recibió educación primaria en la escuela de la Catedral de Canterbury, donde fue alumno de William Celling. Hacia 1480 ingresó en la universidad de Oxford, y en 1484 fue elegido fellow del All Souls College. Poco después visitó Italia en el séquito de Celling, que había sido enviado por el rey Enrique VII de Inglaterra como embajador ante la corte papal. Linacre se quedó en Bolonia, donde se hizo discípulo de Angelo Poliziano, y compartió estudios con los hijos de Lorenzo de Médici. El más joven de estos príncipes se convirtió en el papa León X. 
Otros profesores y  amigos de Linacre en Italia fueron Demetrio Calcocondilas, Ermolao Barbaro, Aldo Manucio, impresor de Venecia, de cuya Nueva Academia fue miembro Linacre, y Nicolas Léonicène de Vicenza. En Padua, Linacre se doctoró en Medicina con mención de honor.
A su regreso a Oxford, imbuido del espíritu del Renacimiento italiano, formó uno de los más brillantes círculos de eruditos dicha universidad, que frecuentaban estudiosos como Juan Colet, William Grocyn y William Latimer, mencionados en las cartas a Erasmo.
No parece que Linacre ejerciera o enseñara medicina en Oxford. Hacia 1501, se le convocó a la corte para ser tutor del joven Arturo Tudor, príncipe de Gales. Tras la ascensión al trono de Enrique VIII de Inglaterra en 1509, fue nombrado médico real, que en la época era un cargo de considerable importancia e influencia, y practicó la medicina en Londres, donde tuvo como pacientes a grandes estadistas y prelados, como el cardenal Thomas Wolsey, el arzobispo William Warham y el obispo Richard Fox. Después de varios años de actividad profesional, Linacre fue ordenado sacerdote y párroco de Wigan en 1520, aunque ya llevaba cierto tiempo ejerciendo algunas funciones eclesiásticas, como la de chantre de la catedral de York. Su ordenación coincidió con su abandono de la vida activa: a partir de entonces se consagró a labores literarias y a la gestión del Colegio Real de Medicina, fundación que en gran parte debe su existencia al propio Linacre.
El mayor servicio que Linacre hizo a su profesión fue la fundación por Cédula Real del Colegio de Médicos de Londres, del que fue primer presidente, y al que posteriormente legó su casa y su biblioteca. Poco antes de su muerte, Linacre obtuvo del rey patente real para el establecimiento de departamentos de medicina en Oxford y Cambridge, y dejó una importante cantidad de propiedades en fideicomisos para su financiación. Se fundaron dos departamentos en el Merton College de Oxford y una cátedra en el Saint John's College de Cambridge. En Saint John, los fondos todavía se utilizan: desde 1989, el College organiza una «conferencia Linacre» anual sobre un tema de medicina, a cargo de investigadores científicos líderes en ese campo.
La tumba de Linacre aparece listada en un monumento moderno situado en la cripta de la Catedral de San Pablo de Londres como una de las tumbas más importantes desaparecidas en el Gran Incendio que arrasó la ciudad en 1666.

## Obras
Linacre dedicó su actividad literaria tanto a ensayos como a traducciones del griego. Su ensayo más conocido es Progymnasmata Grammatices vulgaria, sobre los rudimentos de la gramática latina, escrito en inglés, y posteriormente traducido al latín por George Buchanan. También escribió una obra sobre la composición en latín, De emendata structura Latini sermonis («Sobre la estructura correcta y pura de la prosa en latín»), que se publicó en Londres en 1524.
Las únicas obras médicas de Linacre fueron sus traducciones. Deseaba hacer que las obras de Galeno y Aristóteles fueran accesibles a cualquiera que entendiera latín. En el caso de Galeno, el número de sus traducciones es mínimo comparado a la enorme cantidad de las obras de este autor, y sus traducciones de Aristóteles no han llegado hasta nuestros días. Estas son las obras de Galeno traducidas por Linacre:
1. De sanitate tuenda, (París, 1517)
2. Methodus medendi (París, 1519)
3. De temperamentis et de Inaequali Intemperie (Cambridge, 1521)
4. De naturalibus facultatibus (Londres, 1523)
5. De symptomatum differentiis et causis (Londres, 1524)
6. De pulsuum Usu (Londres, fecha desconocida).

Para uso del príncipe Arturo, también tradujo un tratado de astronomía de Proclo, De sphaera, impresa por la imprenta Aldina de Venecia en 1499. La calidad de sus traducciones y la elegancia de su estilo fueron  universalmente admiradas: se han aceptado en general como versiones patrón de los escritos de Galeno y fueron reeditadas con frecuencia por separado o como parte de trabajos colectivos.
Según Erasmo, la puntillosidad de Linacre fue la causa principal de que no dejara más obras literarias.  Por las obras existentes, es difícil justificar la magnífica reputación de que gozó entre los eruditos de su tiempo. Su estilo en latín era muy admirado por Erasmo, que también alababa el juicio crítico de Linacre. Otros opinan que no era fácil discernir si se distinguía más como gramático o como retórico. Se le consideraba un maestro consumado en lengua griega, y era igualmente eminente como filósofo, estudioso de los antiguos filósofos y naturalistas. Quizás esta admiración pudiera ser algo exagerada, pero todos reconocían la altura espiritual de Linacre y sus cualidades morales.